# Episodi di StuGo
La prima stagione della serie animata StuGo viene trasmessa negli Stati Uniti su Disney Channel dall'11 gennaio 2025. In Italia viene distribuita dal 2025 su Disney+.
| nº | Titolo originale                                         | Titolo italiano | Prima TV USA     | Prima TV Italia |
| -- | -------------------------------------------------------- | --------------- | ---------------- | --------------- |
| 1  | Legitimate Summer Camp                                   |                 | 11 gennaio 2025  | 2025            |
| 1  | Dog Eat Dog                                              |                 | 11 gennaio 2025  | 2025            |
| 2  | The Nannytee                                             |                 | 11 gennaio 2025  | 2025            |
| 2  | Noodle It (A Little Bit)                                 |                 | 11 gennaio 2025  | 2025            |
| 3  | Diorama Drama                                            |                 | 19 gennaio 2025  | 2025            |
| 3  | Goat Racket                                              |                 | 19 gennaio 2025  | 2025            |
| 4  | Breakfast at Chippany's                                  |                 | 19 gennaio 2025  | 2025            |
| 4  | Birdyguard                                               |                 | 19 gennaio 2025  | 2025            |
| 5  | No Manhands Is an Island                                 |                 | 26 gennaio 2025  | 2025            |
| 5  | Sister Swim                                              |                 | 26 gennaio 2025  | 2025            |
| 6  | Moon Moon                                                |                 | 26 gennaio 2025  | 2025            |
| 6  | Mailbog                                                  |                 | 26 gennaio 2025  | 2025            |
| 7  | Finders Kelpers                                          |                 | 2 febbraio 2025  | 2025            |
| 7  | Truck Everlasting                                        |                 | 2 febbraio 2025  | 2025            |
| 8  | Alpha Betta Chip                                         |                 | 9 febbraio 2025  | 2025            |
| 8  | The Bomb Swapper                                         |                 | 9 febbraio 2025  | 2025            |
| 9  | The Wolf of Jealousy                                     |                 | 16 febbraio 2025 | 2025            |
| 9  | Stench Mensch                                            |                 | 16 febbraio 2025 | 2025            |
| 10 | Francis Wants to Be Alone                                |                 | 23 febbraio 2025 | 2025            |
| 10 | The Sash                                                 |                 | 23 febbraio 2025 | 2025            |
| 11 | Deep Trent                                               |                 | 1 marzo 2025     | 2025            |
| 11 | Disaster Play                                            |                 | 1 marzo 2025     | 2025            |
| 12 | Shapesister                                              |                 | 8 marzo 2025     | 2025            |
| 12 | Lullah's Game                                            |                 | 8 marzo 2025     | 2025            |
| 13 | Night Mutants                                            |                 | 15 marzo 2025    | 2025            |
| 13 | Chunk Beastknuckles                                      |                 | 15 marzo 2025    | 2025            |
| 14 | The Leg Farm                                             |                 | 22 marzo 2025    | 2025            |
| 14 | Unquenchable Thurst                                      |                 | 22 marzo 2025    | 2025            |
| 15 | Plantcis                                                 |                 | 29 marzo 2025    | 2025            |
| 15 | Big Ol' Heads Egg Salad Venture                          |                 | 29 marzo 2025    | 2025            |
| 16 | PANTelevision                                            |                 | 5 aprile 2025    | 2025            |
| 16 | Infinity Braid                                           |                 | 5 aprile 2025    | 2025            |
| 17 | Primate Fear                                             |                 | 12 aprile 2025   | 2025            |
| 17 | Francis' Last Straw                                      |                 | 12 aprile 2025   | 2025            |
| 18 | Phishin' Chip                                            |                 | 19 aprile 2025   | 2025            |
| 18 | Shell-Shock!                                             |                 | 19 aprile 2025   | 2025            |
| 19 | Elephant Triumvirate Book 6: Trunkumvirate Triumphaphant |                 | 26 aprile 2025   | 2025            |
| 19 | Z.O.R.B.Z. (Zorbular Orb Rorb Borb Zorbs)                |                 | 26 aprile 2025   | 2025            |
| 20 | Pea-Brained Mutant Crystal Nuptials                      |                 | 3 maggio 2025    | 2025            |
| 20 | S.T.U.G.O.                                               |                 | 3 maggio 2025    | 2025            |